# Обжиново
Обжиново (пол. Obrzynowo) — село в Польщі, у гміні Прабути Квідзинського повіту Поморського воєводства.
Населення — 674 особи (2011).
У 1975-1998 роках село належало до Ельблонзького воєводства.

## Демографія
Демографічна структура станом на 31 березня 2011 року:
|          | Загалом | Допрацездатний вік | Працездатний вік | Постпрацездатний вік |
| -------- | ------- | ------------------ | ---------------- | -------------------- |
| Чоловіки | 341     | 94                 | 219              | 28                   |
| Жінки    | 333     | 89                 | 188              | 56                   |
| Разом    | 674     | 183                | 407              | 84                   |